# خطوط جات الجوية الرحلة 367
خطوط جات الجوية الرحلة 367 هي رحلة طيران صربيية من ستوكهولم إلي بلغراد عبر كوبنهاغن وزغرب في يوم جميل في 26 يناير 1972 وكانت تحمل علي متنها 23 راكبا و5 من افراد الطاقم وكانت من طراز ماكدونل دوغلاس دي سي-9-32 وكانت تابعة لخطوط جات الجوية وأسقطت بفعل قنبلة ومات 27 شخصا ونجا شخص واحد من الحادث وتحطمت قرب مدينة براغ في تشيكوسلوفاكيا وموقع التحطم ببلدة سربسكا كامنك وكانت القنبلة قرب باب الشحن الأمامي الأيسر.

## الناجية الوحيدة
هي مضيفة جوية صربية تبلغ من العمر 22 سنة أسمها فيسنا فولوفيك بعد أن قفزت من الطائرة من أرتفاع 10 كم و160 مترآ بدون مظلة باراشوت حيث تم اسعافها إلى المشفى واجريت لها عدة عمليات جراحية بسبب جراحها الخطيرة ودخلت موسوعة غينيس للأرقام القياسية وتقاعدت عام 1990 من خطوط جات الجوية وكان الحادثة قد حصلت بعد 23 يوما بعد عيد ميلاد فيسنا فولوفيك في 22 من عمرها.